# Richard Woodville (1. hrabia Rivers)
Richard Woodville lub Wydevill KG (ur. ok. 1405 w Maidstone w hrabstwie Kent, zm. 12 sierpnia 1469 w Kenilworth) – angielski arystokrata, ojciec królowej Elżbiety, żony Edwarda IV. Był synem sir Richarda Wydevilla, szambelana księcia Bedford, i Joan Bedlisgate, córki Johna Bedlisgate’a.

## Życiorys
Młody Richard należał do dworu króla Henryka V Lancastera. Po śmierci księcia Bedford Richard, uważany za „najprzystojniejszego mężczyznę w Anglii”, poślubił wdowę po nim, Jakobinę Luksemburską (1415/1416 – 30 maja 1472), córkę Piotra I, hrabiego de Saint-Pol, i Małgorzaty del Balso, córki Francisca del Balso, księcia Andrii.
Romans tych dwojga zaczął się po śmierci Bedforda, kiedy młody Woodville na rozkaz króla Henryka VI miał eskortować wdowę do Anglii. Podczas podróży Richard i Jakobina zakochali się w sobie i nie czekając na królewską zgodę zawarli ok. 23 marca 1436 r. związek małżeński. Król Henryk VI nie był tym zachwycony i nie uznał tego małżeństwa. Zmieniło się to po małżeństwie Henryka VI z Małgorzatą Andegaweńską, której brat był szwagrem Jakobiny. Pod wpływem żony Henryk VI uznał za ważne małżeństwo Woodville’a, dodatkowo mianując go 9 maja 1448 r. 1. baronem Rivers. W 1450 r. Richard został kawalerem Orderu Podwiązki.
Podczas wojny dwóch róż Rivers początkowo walczył po stronie Lancasterów. W 1459 r. otrzymał urząd lorda strażnika Pięciu Portów. W 1460 r. przeszedł jednak na stronę Yorków. Utracił przez to zajmowane stanowisko, jednak po zwycięstwie Yorków i intronizacji Edwarda IV zachował tytuł parowski i godność kawalera Orderu Podwiązki. Jego wpływy na dworze umocniły się w 1464 r., kiedy król poślubił córkę Riversa, Elżbietę. W 1466 r. został podniesiony do godności hrabiego Rivers i otrzymał stanowisko Lorda Wielkiego Skarbnika.
Woodville’owie rychło stali się dominującą frakcją na dworze króla Edwarda. Nie podobało się to ambitnemu hrabiemu Warwick, który miał ambicję być faktycznym władcą Anglii, oraz królewskiemu bratu, księciu Clarence. Zaczęli oni spiskować przeciwko Riversowi i jego rodzinie. W 1468 r. dobra Riversa zostały spustoszone przez ludzi Warwicka. W 1469 r. rozpoczęła się otwarta wojna między królem a jego bratem i, do niedawna, głównym doradcą. 26 lipca wojska królewskie poniosły klęskę w bitwie pod Edgecote Moor.
Wkrótce po bitwie siły Warwicka pojmały w Chepstow Riversa i jego syna Johna. 12 sierpnia, po szybkim procesie, obaj zostali ścięci w Kenilworth. Tytuł hrabiego odziedziczył najstarszy syn Richarda, Anthony.

## Życie prywatne
Ze związku małżeńskiego z Jakobiną narodziło się czternaścioro dzieci:
- Elżbieta Woodville (ok. 1437-1492) królowa Anglii w latach 1464-1483 jako żona Edwarda IV, matka króla Edwarda V,
- Ludwik (ur. i zm. 1438),
- Anna Woodville (ok. 1439 – 1489),
- Antoni Woodville (ok. 1442 -1483) wychowawca Edwarda V, ścięty z rozkazu Ryszarda III wraz ze swym siostrzeńcem Ryszardem Greyem,
- Maria Woodville (ok. 1443 – 1481),
- Jakobina Woodville (ok. 1444 – 1509),
- Jan (ok. 1445 – 1469) mąż Katarzyny Neville, zmarł bezpotomnie, ścięty w 1469 r. z rozkazu Ryszarda Neville’a,
- Ryszard Woodville (ok. 1446-1488),
- Marta Woodville (ok. 1450 – ok. 1500),
- Eleonora Woodville (ok. 1452 – ok. 1512),
- Leon Woodville (ok. 1453 – ok. 1484) biskup,
- Małgorzata Woodville (ok. 1439 – ok. 1491),
- Edward Woodville (ok. 1455 – 1491),
- Katarzyna Woodville (ok. 1458 – 1497) księżna Buckingham w latach 1465-1483 jako żona Henryka Stafforda, następnie księżna Bedford w latach 1485-1495 jako żona Jaspera Tudora.